# عبد الله بن سليم
عبد الله بن محمد بن سليم (1287 هـ - 1351 هـ / 1870 - 1932 م)، عالم وداعية وقاض سعودي، له طلاب كثر ، وله جهود في التعليم والقضاء .

## سيرته
ولد عبد الله بن محمد بن سليم في مدينةِ بُرَيدَة ، عام 1287هـ ، وفيها تعلم القرآنَ الكَرِيمَ ، والقِرَاءةَ والكِتَابة، ثم رحل إلى الرياض ، فقرأ على عبد الله بن عبد اللطيف آل الشيخ ، ثم لازم والده.

## مشائخه
- والده ، وقرأ عليه في الفقه ونحوه
- عبد الله بن عبد اللطيف آل الشيخ ، وقرأ عليه في العقائد والنحو وغيره. [2] وغيرهم الكثير.

## أعماله
- عُينَ قاضياً في بريدة وملحقاتها ، فاستمر في القضاء طيلة حياته ، حتى عُين بعده أخوه عمر بن سليم .
- عُينَ إماماً للجامع الكبير وخطيباً فيه ، وتدريسِ طُلابه.[3]

## طُلابُه
- صَالحُ بنُ إبرَاهيمِ البُليهِي ، قرأ عليه في العلوم الشرعية.
- صالحُ بنُ عَبدِ العزيزِ آلِ عُثَيمِين ، وهو صاحبُ تَسهِيلِ السَابِلة.
- صالحُ بنُ أحمدِ الخريصي ، قرأ عليهِ الكُتُبَ المُطولةَ والمُختَصرة
- مُحَمدُ بنُ عَبدِ اللهِ أبا الخيل.
- إبراهيمُ بنُ عُبيد آل عبدُ المحسِن ، قرأ عليه
- عَبدُ اللهِ بنُ عبدِ العزيزِ العبدان ، قاضي عُنَيزةَ.
- وغيرهم الكثير من طلابه.

## وفاته
بعد أنّ قضى عمره في التعليمِ والقضاء ، توفي في 11 محرم 1351 هـ ، وحَزِنَ عَليهِ الناسُ ، ورثاهُ العلماءُ والشُعراءُ والأُدَبَاء.

## رثاؤه
رثاه عبدُ المُحسنِ بنُ عبيد بَمرثيةِ حزينة:

| لقد كان أستاذاً لنا ومعلماً |  | يعيـد دروساً بالضحى والأصائل |
| مجالسه طابت فعادت بحكمـة  |  | مؤيدة بالله عـن كل باطـل    |

- رثاهُ صالحُ بنُ عبدِ العزيزِ آلِ عُثَيمِين بقوله :-

| أعزي محاريب العلى بإمامها  |  | فـناظرها مـن فقده الدم يدمـع |
| أعزي دروس الفقه بعد دروسها |  | فمقلتها من حزن فقده تهمع     |